# Olavi Salonen
Olavi Salonen (Noormarkku, Finlandia; 20 de diciembre de 1933 – 6 de marzo de 2025) fue un atleta finlandés especialista en la carrera de media distancia.

## Carrera
Participó en dos ediciones de los Juegos Olímpicos, la primera de ellas fue en Roma 1960 donde participó en la prueba de 1500 metros donde quedó eliminado en semifinales; y su segunda aparición fue en Tokio 1964 donde se quedó a dos segundos de clasificar a la semifinal de los 1500 metros.
A nivel europeo participó en dos ediciones; en 1958 en Berna participó en los 800 metros donde quedó eliminado en las semifinales, y en 1962 en Belgrado llegó a la final de los 800 metros donde quedó en sexto lugar.

## Récords
El 11 de julio de 1957 Salonen compitió en el evento de 1500 metros en la ciudad de Turku, prueba donde terminó en segundo lugar registrando el récord mundial de 3:40.2 que tuvo el ganador de la prueba Olavi Salsola. El récord mundial solo lo tuvo por un día luego de que Stanislav Jungwirth de Checoslovaquia registrara un tiempo de 3:38.1 al día siguiente en una carrera en Stará Boleslav.